# کریس تمپلمن
کریس تمپلمن (انگلیسی: Chris Templeman؛ زادهٔ ۱۱ سپتامبر ۱۹۸۰) بازیکن فوتبال اهل بریتانیا است.
از باشگاه‌هایی که در آن بازی کرده‌است می‌توان به باشگاه فوتبال برچین سیتی، باشگاه فوتبال دانفرملین اتلتیک، و باشگاه فوتبال دومبارتون اشاره کرد.